# Pijus Širvys
Pijus Širvys, litovski nogometaš, * 4. aprila 1998, Kaunas. 
Je litovski mladinski nogometni reprezentant (U-19, U-21), ki igra na položaju veznega igralca. Trenutno igra za NK Maribor.

## Klubska kariera
| Sezona    | Klub              | Država    | Liga | Nastopov | Golov |
| --------- | ----------------- | --------- | ---- | -------- | ----- |
| 2024–     | NK Maribor        | Slovenija | I    | 46       | 2     |
| 2021–2023 | FK Panevėžys      | Litva     | I    | 93       | 12    |
| 2016–2020 | FK Kauno Žalgiris | Litva     | I    | 65       | 8     |